# س. س. كوكس
س. س. كوكس (بالإنجليزية: G. C. Cox) هو مهندس أمريكي، ولد في 17 أكتوبر 1887 في كلايتون في الولايات المتحدة، وتوفي في 4 يوليو 1915.